# 克里穆圖國家公園
8°45′30″S 121°50′41″E / 8.75833°S 121.84472°E

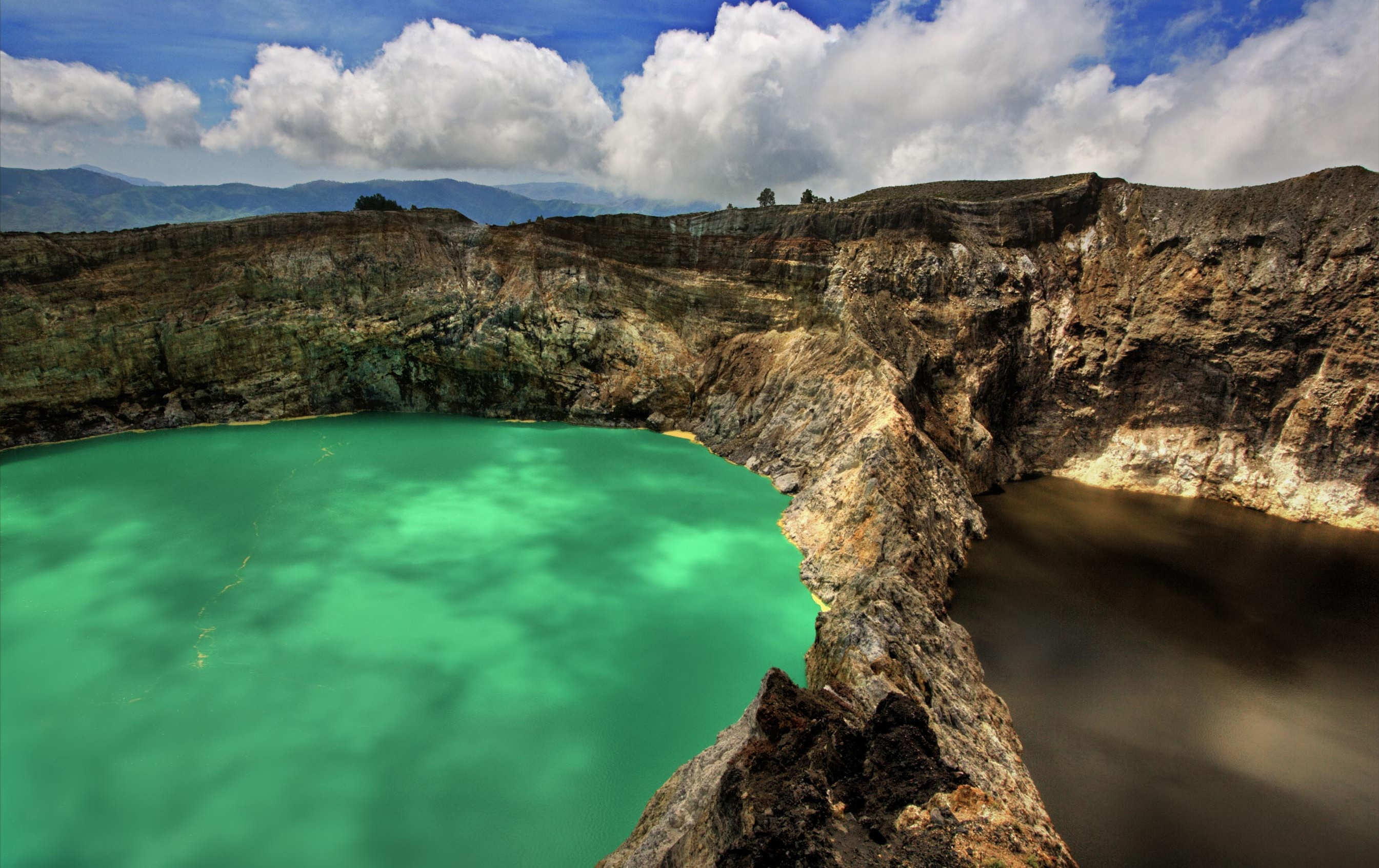

克里穆圖國家公園是印尼的國家公園，位於東努沙登加拉省，處於弗洛勒斯島，面積50平方公里，成立於1992年，最高點海拔高度1,731米。